# Філомела
Філомела (грец. Philomele) — дочка Пандіона і Зевксіппи, яку зґвалтував чоловік рідної сестри Прокни.
У переносному значенні Філомела — соловей.